# Dante Alighieri (csatahajó)
A Dante tiszteletére elnevezett Regia Nave Dante Alighieri volt az olasz Regia Marina (Királyi Haditengerészet) első dreadnought csatahajója (nave da battagila), továbbá az első egység a világon, melyet háromágyús lövegtornyokkal terveztek. 1913-ban állt hadrendbe, az I. világháborúban zászlóshajóként szolgált, ütközetben Durazzo kikötőjének 1918. október 2-i ágyúzását kivéve nem vett részt. 1923-ban részlegesen modernizálták, majd 1928-ban, részben pénzügyi okokból, részben mint elavult egységet kivonták a szolgálatból és leselejtezték.

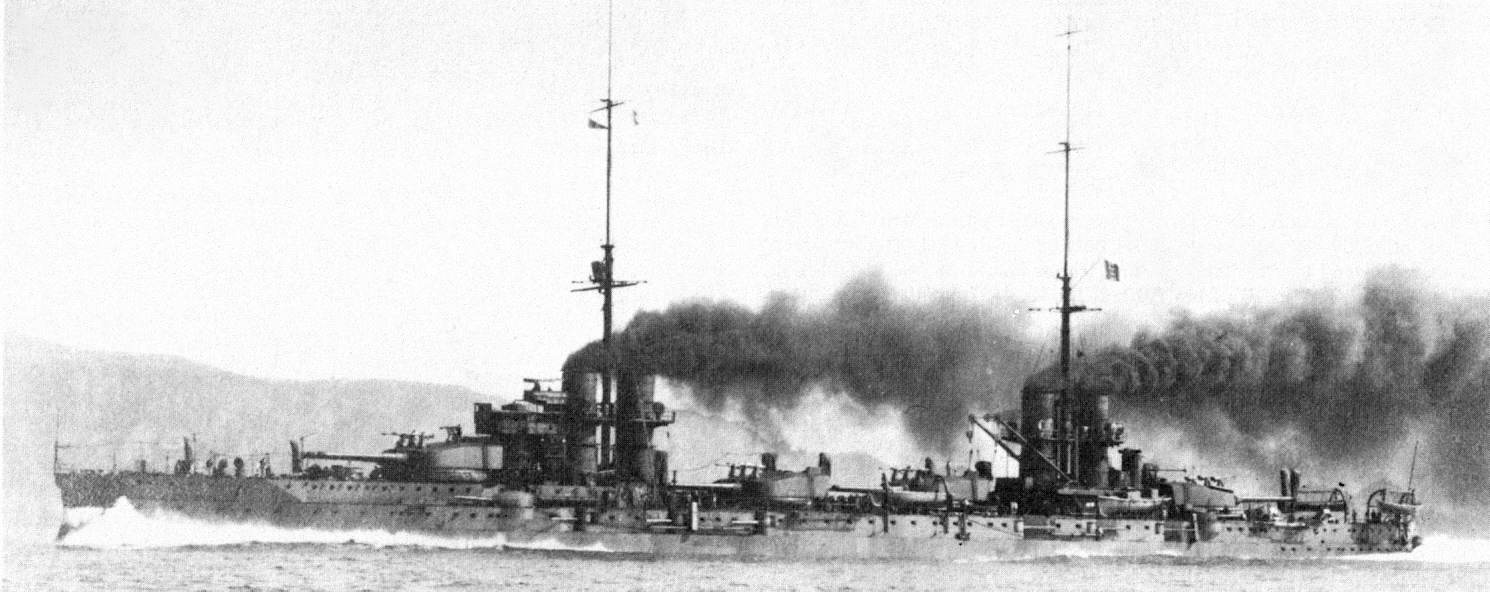
A Dante Alighieri olasz csatahajó 1914. március 29-én.
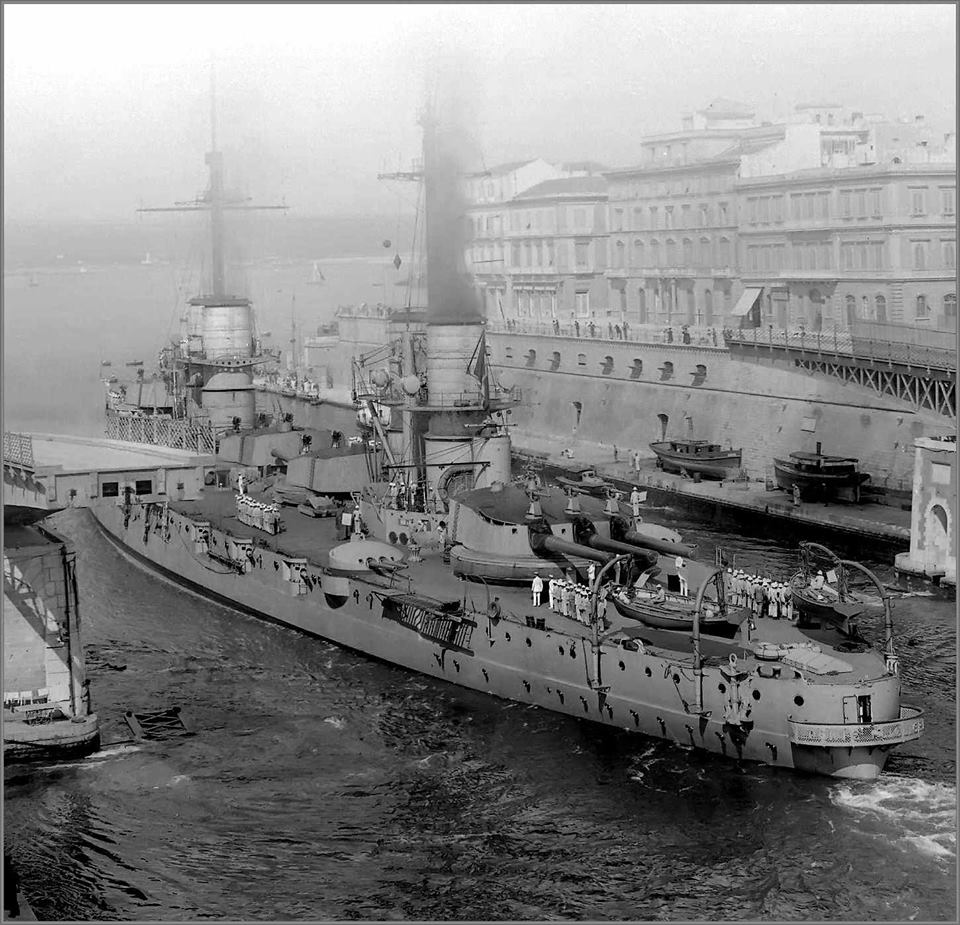
A Dante Alighieri olasz dreadnought csatahajó 1918-ban, Tarantóban.
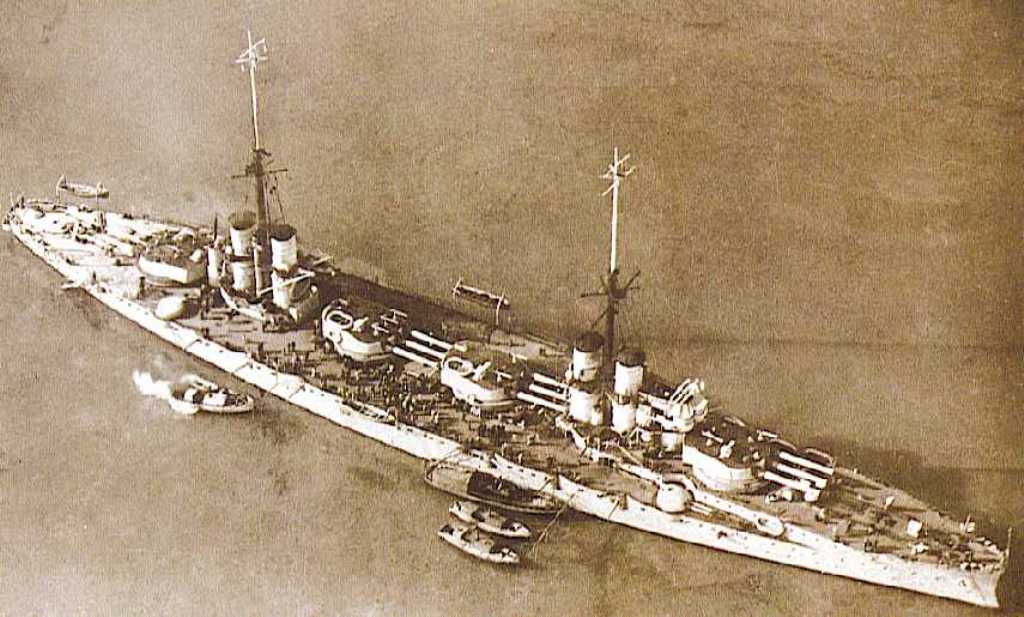
A Dante Alighieri olasz csatahajó.
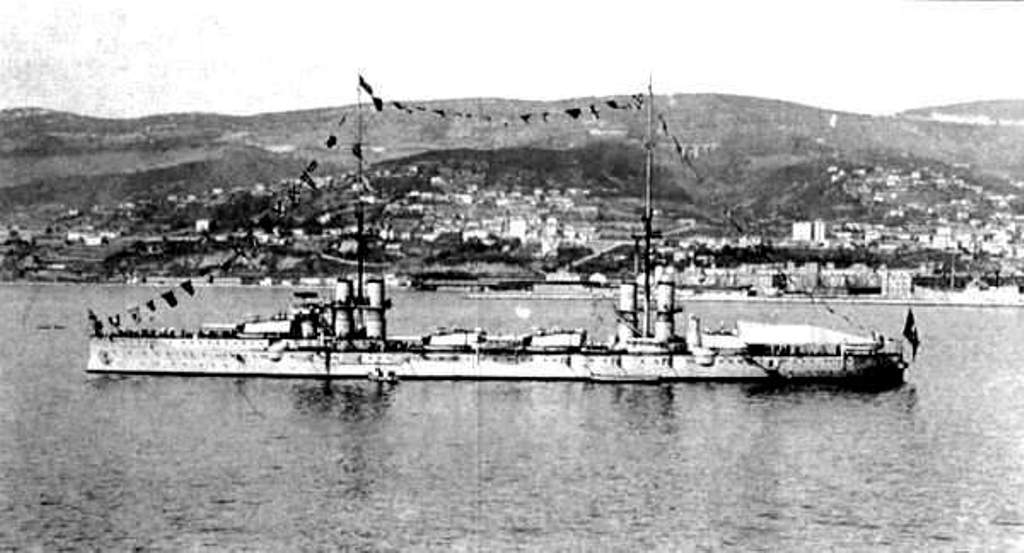
A Dante Alighieri csatahajó 1918-ban.
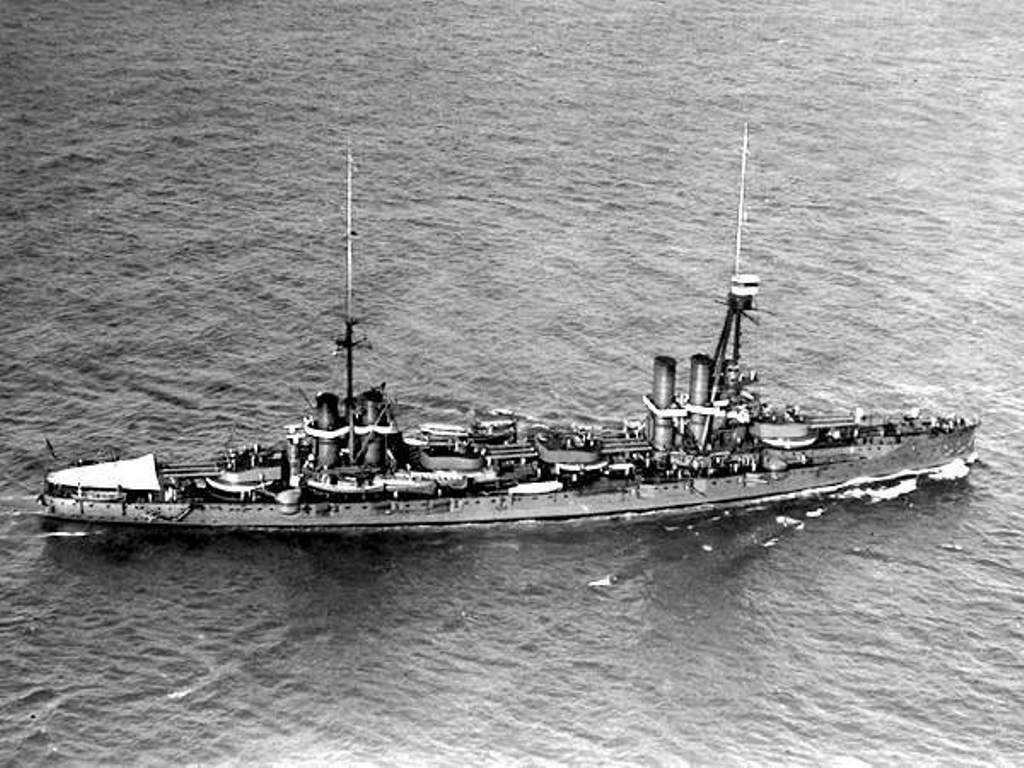
A Dante Alighieri olasz csatahajó 1923-as átépítését követően, nagyméretű, háromlábú előárboccal.

## Dizájn
A Dante Alighieri csatahajót Edoardo Masdea (1849–1910) ellentengernagy, a Regia Marina főkostruktőre tervezte. Vittorio Emanuele Cuniberti (1854–1913) olasz hajóépítő mérnök, vezérőrnagy munkássága révén döntő mértékben járult hozzá a csatahajók létrejöttéhez. Cuniberti a brit Jane's Fighting Ships 1903-as kiadásában megjelent cikkében érvelt egy csupa nagy ágyús (all big gun) hadihajó megépítésének szükségessége mellett, konstatálva, hogy az akkor létező nehéz hadihajók, a páncélos sorhajók már messze alulmúlják a kor technológiai lehetőségeit. A Cuniberti által csak colossi-nak (kolosszus) nevezett új típusú hadihajó az akkor létező lehető legnagyobb űrméretű azaz 305 mm-es lövegeket hordozta volna a lehető legnagyobb számban, emellett nemcsak nehéz páncélzatot kapott, de relatíve gyors is volt. Az olasz kormány költségvetési okokból nem támogathatta Cuniberti hajójának megépítését. Az 1905-ös csuzimai csata tapasztalatai igazolták  koncepció helyességét. A Cuniberti által megálmodott forradalmi új hadihajó végül HMS Dreadnought néven Nagy-Britanniában épült meg, és csatahajó néven vonult be a történelembe. Az HMS Dreadnought csatahajó és közvetlen követői (Bellerophon osztály, St Vincent osztály) azonban egy csapásra reménytelenül elavulttá tette az összes akkor létező nehéz hadihajót, így a nagyhatalmak tengeri pozícióik biztosítása érdekében azonnal lázas csatahajóépítési versenybe kezdtek egymással. Olaszország, amelynek súlyos ellentétei voltak két nálánál sokkal erősebb szomszédjával, Franciaországgal és az Osztrák-Magyar Monarchiával is, részben hogy lépést tarthasson a tengerészeti fejlődéssel, részben hogy ellensúlyozza az épülő Radetzky osztályt, szintén egy dreadnought csatahajó építése mellett döntött, ez lett a Dante Alighieri. A Dante Alighieri harcértéke klasszisokkal felülmúlte az őt megelőző olasz nehéz hadihajókat, a Regina Margherita (Regina Margherita, Benedetto Brin) és a Regina Elena (Regina Elena, Vittorio Emanuele, Roma, Napoli) osztályok sorhajóit (pre-dreadnought csatahajóit).

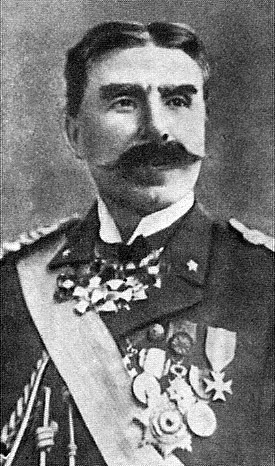
Vittorio Emanuele Cuniberti (1854-1913) olasz hajóépítő mérnök, vezérőrnagy, a csupa nagy ágyús csatahajó koncepciójának megálmodója.
Vittorio Cuniberti csupa nagy ágyús csatahajóterve.
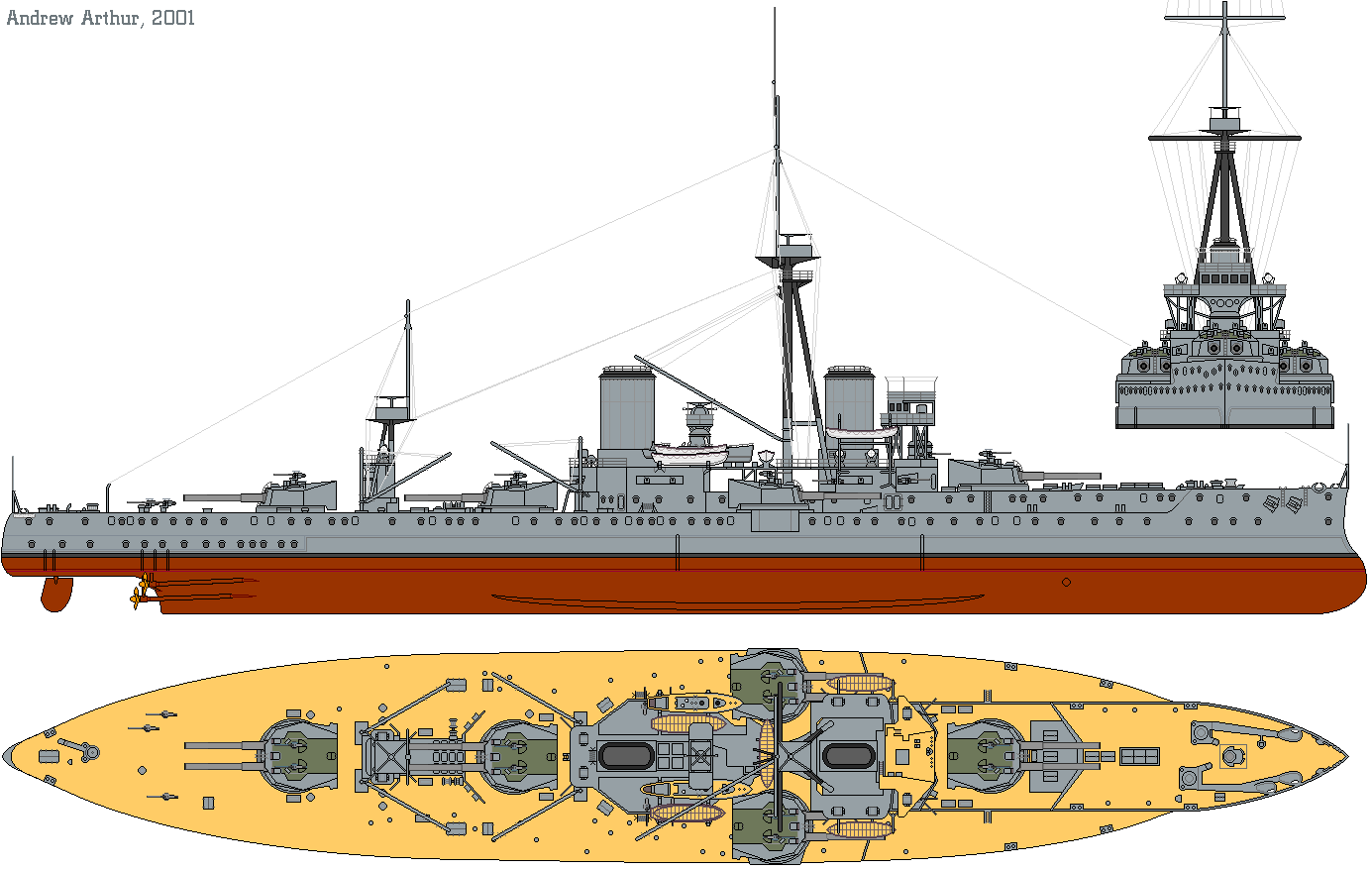
Az első csatahajót, a forradalmi brit HMS Dreadnought-ot 1911-es állapotában ábrázoló jellegrajz.
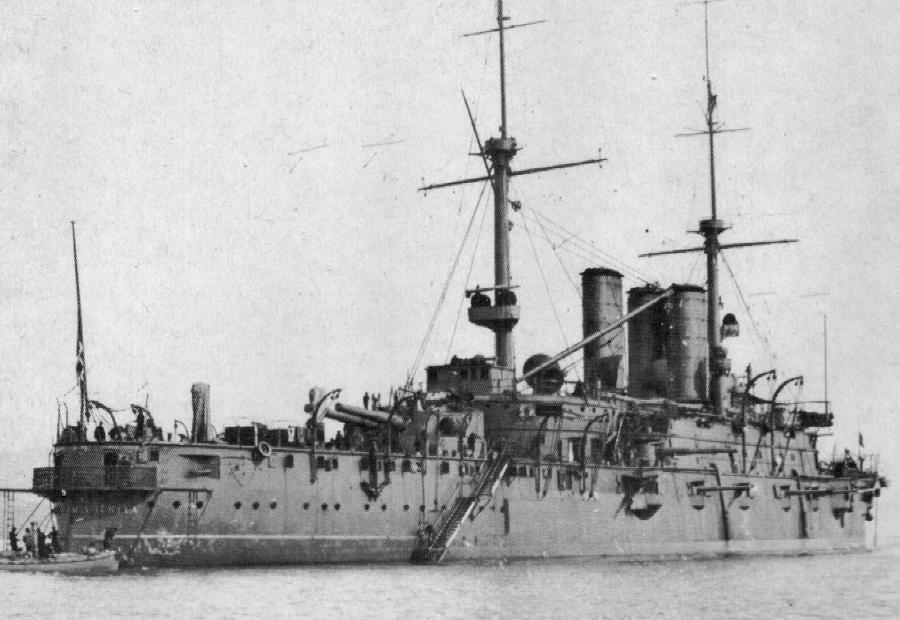
A Regina Margherita osztályú Regina Margherita olasz sorhajó 1908-ban. A 13 215 tonnás, 4 x 305 mm L/40 ágyúval felszerelt hajóhoz képest a Dante Alighieri minden téren óriási előrelépést jelentett.
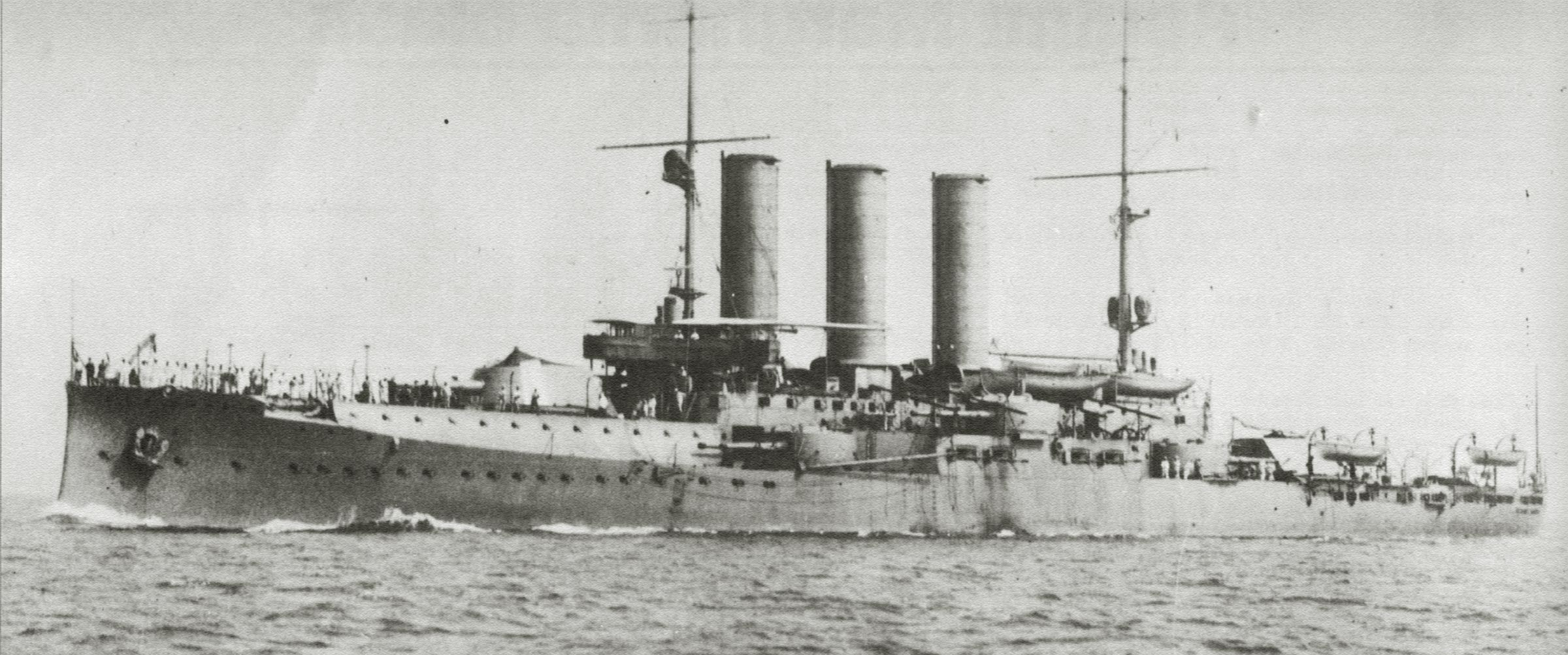
A Regina Elena osztályú Vittorio Emanuele sorhajó 1907-ben, tengeri próbaúton. A típus fő fegyverzete mindössze 2 x 305 mm L/40 ágyúból állt, szemben a Dante Alighieri 12 x 305 mm L/46 lövegével.

### Hajótest
A Dante Alighieri tipikus olasz nehéz hadihajó volt, abban az értelemben, hogy prioritást a páncélzat rovására a relatíve erős fegyverzet és a jó sebesség élvezett. A hajótest hossza vízvonalon 158,4 m, teljes hossza 168,1 m, maximális szélessége: 26,6 m, merülése normál körülmények között 8,8, maximálisan 9,75 m. A négy kémény két csoportban kettesével egymás mellett került beépítésre, közöttük kapott helyet a két árboc. A felépítmények, így a parancsnoki torony méretét minimálisra szabták. A fő lövegtornyok egy síkban, a hajó középvonalán, úgynevezett Cuniberti-elrendezésben helyezkedtek el, így ugyan az összes 305 mm-es ágyú részt vehetett az oldalsortűzben, de az orr, illetve a tat felé csupán 3-3 löveg tüzelhetett. Ezt a megoldást a Dante Alighieri-n kívül csak az orosz haditengerészet alkalmazta a Gangut (Gangut, Petropavlovszk, Szevasztopol, Poltava) és Imperatrica Marija osztályú (Imperatrica Marija, Imperatrica Jekatyerina Velikaja, Imperator Alekszandr III) dreadnought csatahajóin és a befejezetlen egyedi építésű Imperator Nyikolaj I csatahajón, valamint a szintén félbe maradt négy Borogyinó osztályú (Borogyinó, Izmail, Kinburn, Navarin) csatacirkálón. A Cuniberti-elrendezés ugyan nem tekinthető a legideálisabbnak, de az első generációs brit és német dreadnought csatahajók és csatacirkálók esetében alkalmazott variációknál jóval kedvezőbb.

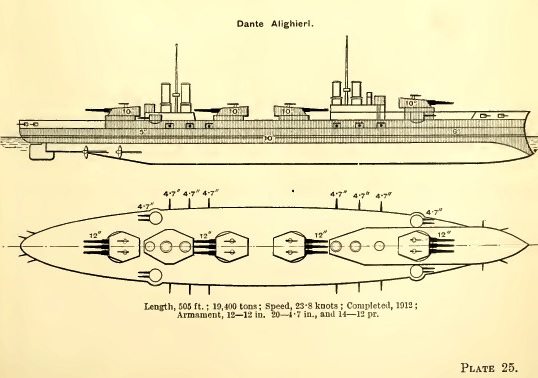
A Dante Alighieri csatahajó jellegrajza a brit Brassey's Naval Annual 1923-as kiadásából.
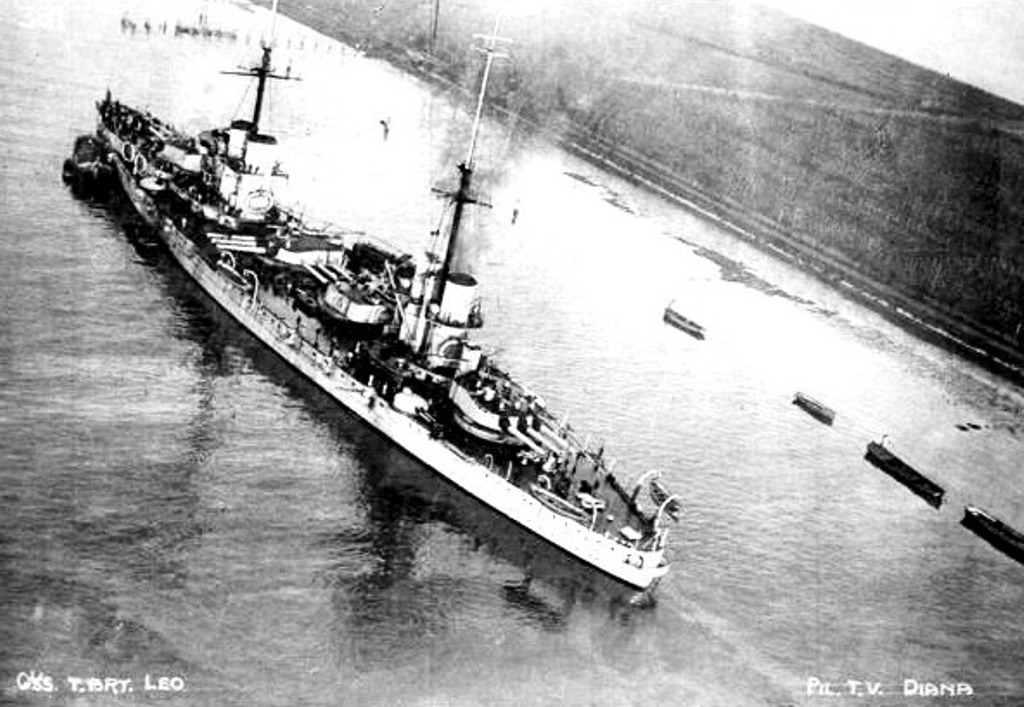
A Dante Alighieri olasz csatahajó légifelvételen.
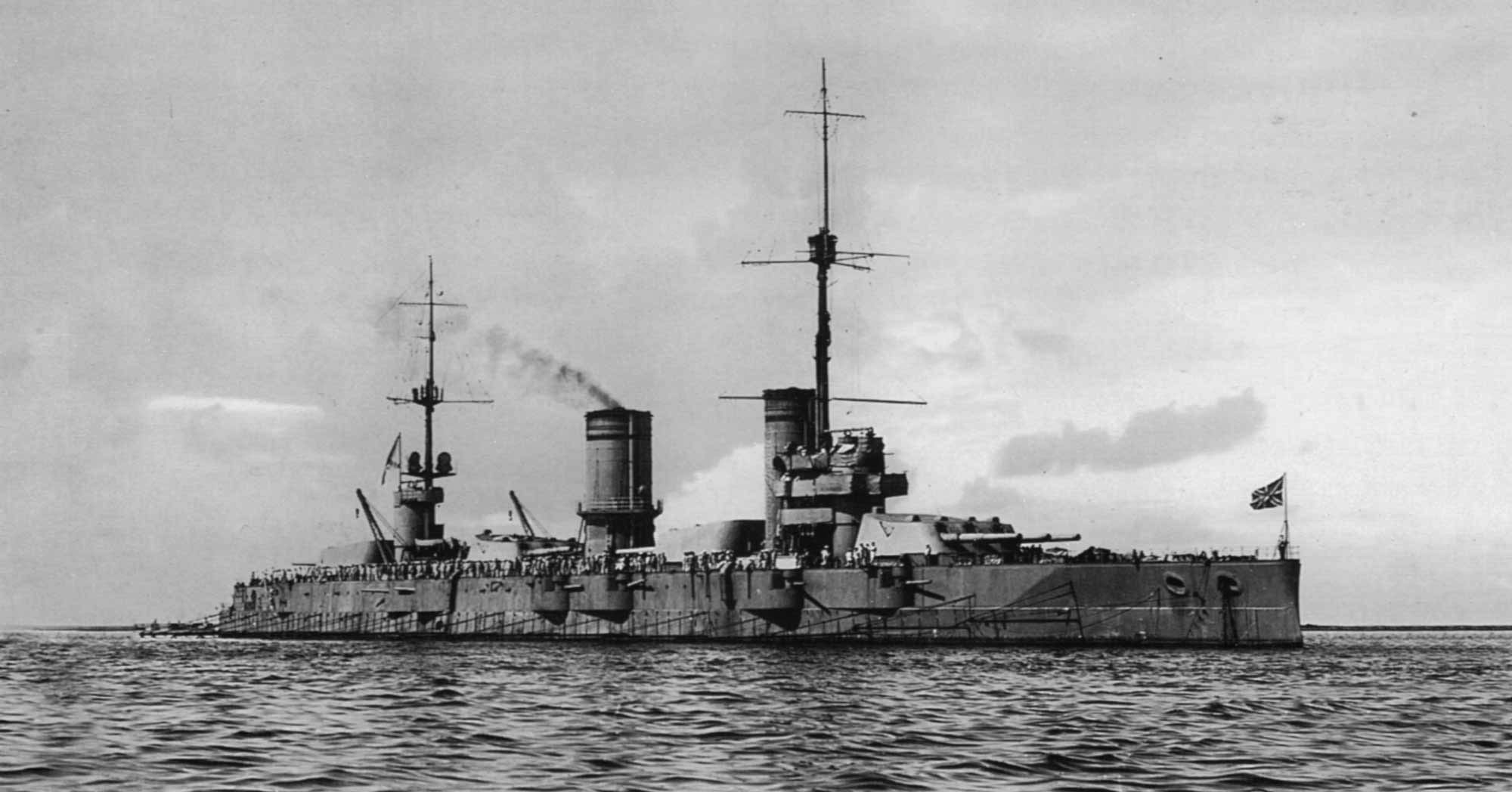
A Dante Alighieri-hez hasonló lövegtorony-elrendezésű Gangut osztályú Gangut orosz csatahajó 1915-ben.
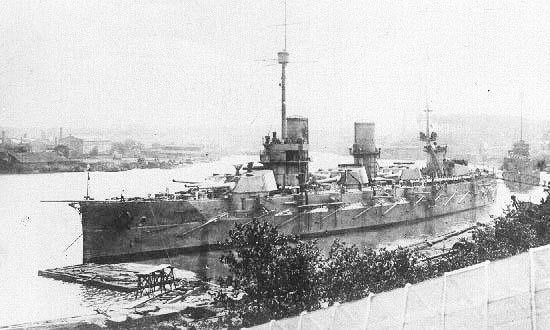
A Dante Alighieri-hez hasonló lövegtorony-elrendezésű Imperatrica Marija osztályú Imperator Alekszandr III orosz csatahajó.
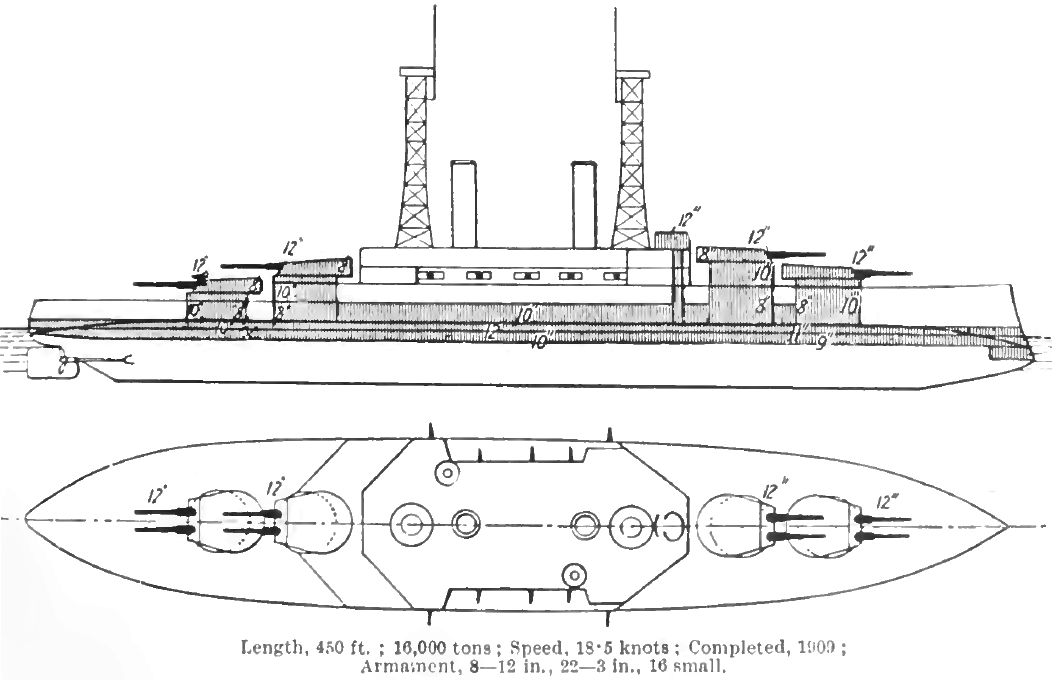
Az ideális szupertüzelő lövegtorony elrendezés elsőként az 1910-ben szolgálatba állított amerikai South Carolina osztályú csatahajók (USS South Carolina, USS Michigan) esetében valósult meg.

### Hajtómű
A Dante Alighieri négy hajócsavarral és két párhuzamos kormánylapáttal rendelkezett. A hajócsavarokat négy Parsons gőzturbina hajtotta, a gőzt a turbinák számára 23 Blechynden kazán biztosította, ezek közül 16 szénnel és olajjal üzemelt, még 7 kizárólag olajtüzelésű volt. A turbinák a hajótest két középső lövegtorony barbettái közötti részében katak helyet, a kazánok pedig két külön gépházban, melyek mindegyik két – két kéménnyel rendelkezett. A hajtómű teljesítménye 32 190 LE (24 000 kW), a csatahajó ezzel próbaútján 22.83 csomós (42.28 km/h) csúcssebességet ért el. Üzemanyagkészlete 2400 t szénből és 600 t olajból állt. 10 csomós sebesség mellett 4800 tengeri mérföld távolság megtételére volt képes.

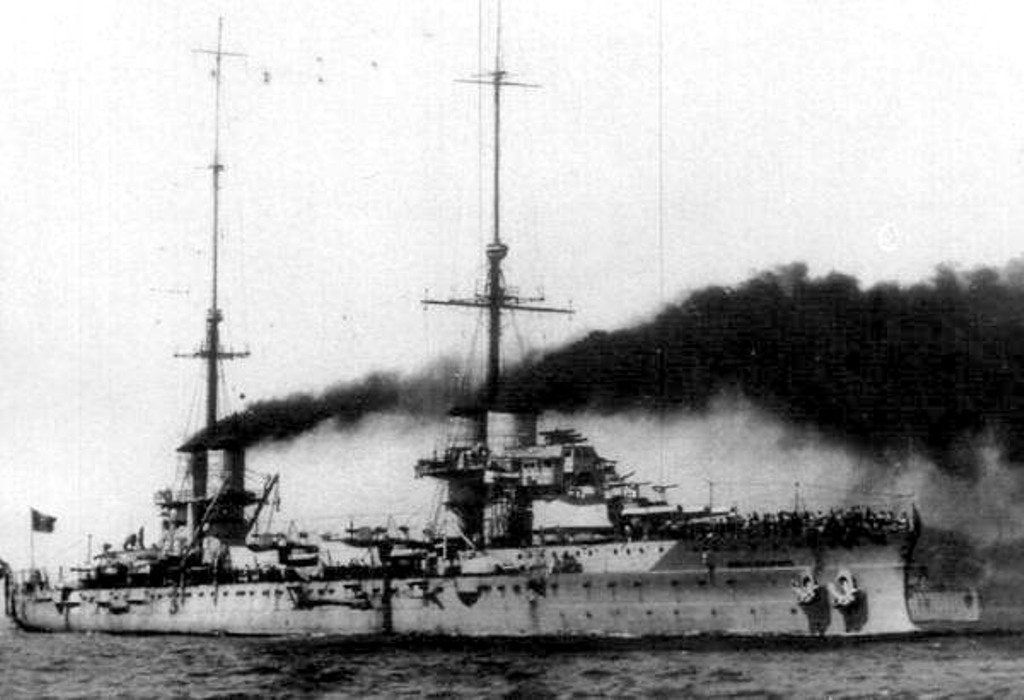
A Dante Alighieri elsősorban szenet használt üzemanyagként. A szén elégetése a kazánokban hatalmas füstképződéssel járt.
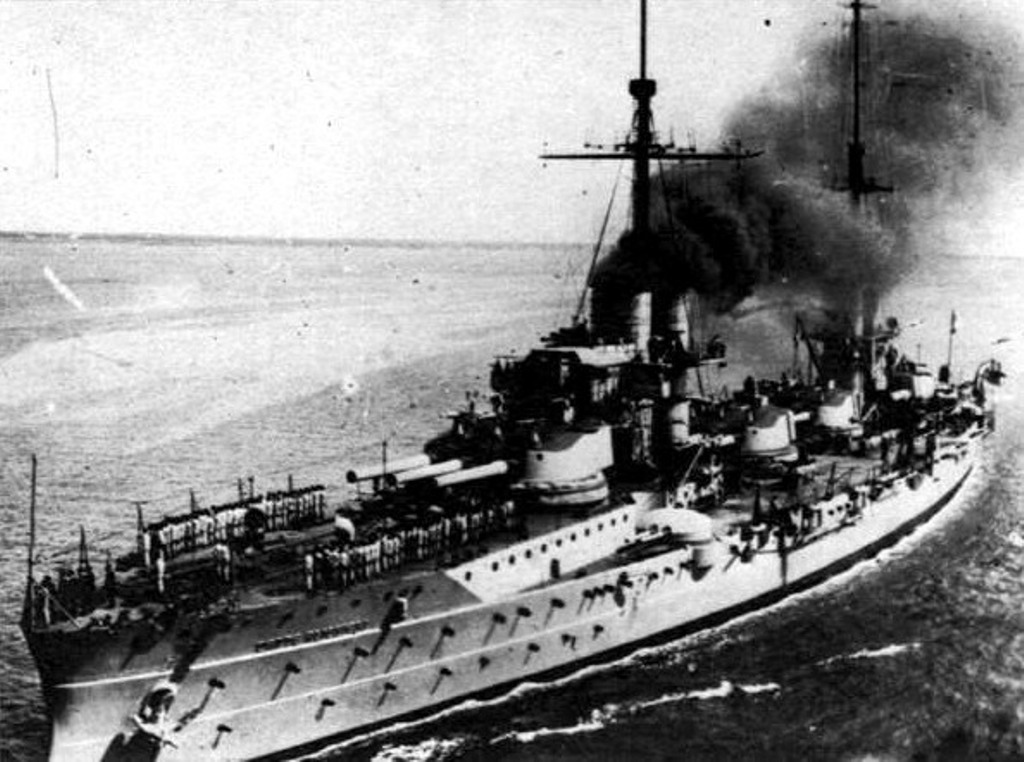
A Dante Alighieri olasz csatahajó. A valós méreteket jól érzékelteti az orron felsorakozott legénység látványa.

### Fegyverzet

#### Fő fegyverzet
A Dante Alighieri csatahajó fő fegyverzete 12 darab brit gyártmányú 305 mm L/46 Model 1909 Elswick Pattern "T" ágyúból állt. A lövegek egyenként 62,5 tonnát nyomtak, teljes hosszuk 14,5 m, a lövegcső hossza ebből 14.021 m-t tett ki. A tűzgyorsaságuk elméletileg 2 lövés / perc, a gyakorlatban 1 lövés / perc. A maximális lőtávolságuk 20° csőemelkedés mellett 24 000 méter, a hatásos lőtáv azonban ennél jóval kisebb. A páncéltörő lövedék tömege 452 kg. Az ágyúk hármasával négy, egyenként 645 tonnás lövegtoronyba voltak beépítve.

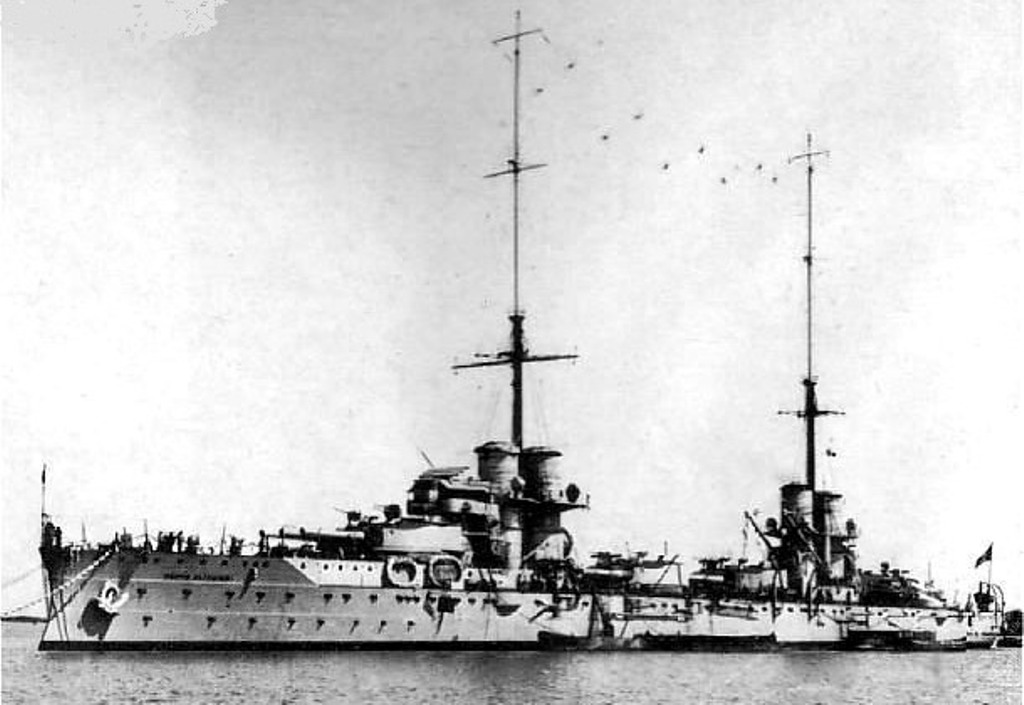
A Dante Alighieri olasz csatahajó. Fő lövegtornyai közül alapállapotban három ágyúi előre, eggyé hátra irányultak.
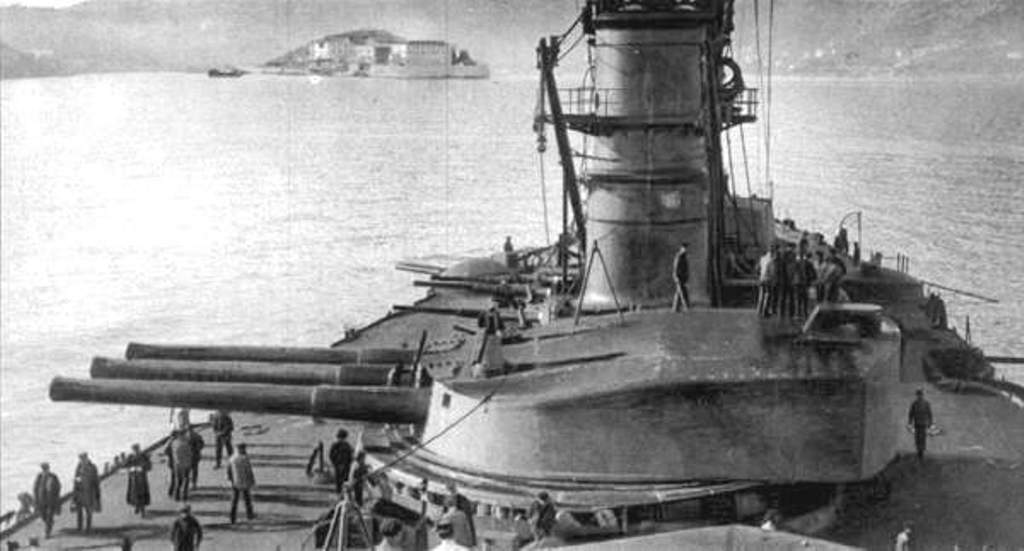
A Dante Alighieri csatahajó egyik középső fő lövegtornya.
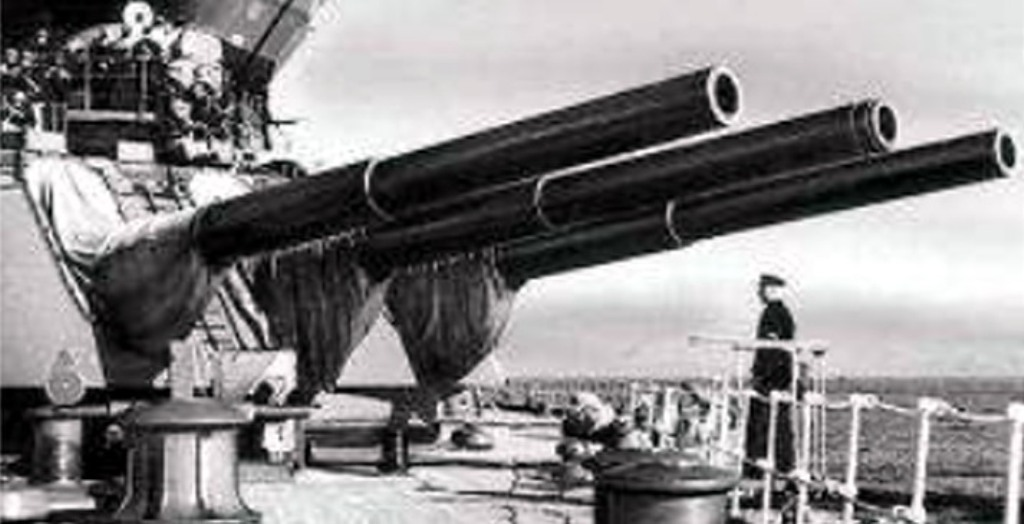
A Dante Alighieri csatahajó egyik fő lövegtornya. Tömege 645 tonna.

#### Másodlagos fegyverzet
A Dante Alighieri másodlagos fegyverzetét 20 darab 120 mm L/50 A1909 ágyú képezte, ezek közül 8 négy kétágyús lövegtornyokban került beépítésre, egy-egy az első és egy-egy a hátsó fő lövegtorony két oldalán, a maradék 12 120 mm-es löveg közül pedig egyesével, kazamatákban kapott helyet. A csatahajó rendelkezett továbbá 13 darab 76 mm L/40 A1897 típusú ágyúval is, ezeket 1915-ben 16 korszerűbb 76 mm L/50 A1909 típusú lövegre cserélték, ugyanekkor kapott négy 76 mm L/50 légvédelmi ágyút is. A hajó három 450 mm-es torpedó vetőcsővel rendelkezett. Az egység 1923-as modernizációjakor nyolc 76 mm L/50 A1909 ágyút leszereltek, helyettük két 40 mm L/39 V1917 löveg került beépítésre.

### Páncélzat
Az övpáncélzat két részből állt. Alsó szegmensében, az első és a leghátsó fő lövegtornyok barbettái között, a vízvonalnál maximális vastagsága 250 mm volt, ez előtt és után, a csatahajó orránál és a tatjánál 100 – 76 mm-re vékonyodott. Az övpáncél másik, felső szegélyének vastagsága 203 mm. Az 50 mm-es páncélfedélzet döntött, szintén 50 mm-es pereme lehajlott az övpáncélra, létrehozva a csatahajó létfontosságú részeit oltalmazó központi citadellát. A másodlagos tüzérség 120 mm-es lövegeinek ütegfedélzeti kazamatáit alulról 24 mm-es, felülről 30 mm-es páncéllemezek védték. A Dante Alighieri vértezete összehasonlítva a legjobb kortárs dreadnoughtokéval gyengének tekinthető.